# Nestinari
I nestinari (in bulgaro “нестинари”) sono coloro che praticano il Nestinarstvo (нестинарство), danza rituale originariamente praticata in vari villaggi bulgari dei Monti Strandža in prossimità della costa del Mar Nero, nella estremità sud orientale della Bulgaria.
La caratteristica più nota del “nestinarstvo” è appunto costituita dalla camminata e dalla danza a piedi nudi su braci ardenti che viene eseguita dai "nestinari". Questa viene generalmente eseguita sulla piazza del villaggio, di fronte agli abitanti, nel giorno dei santi Costantino ed Elena o nel giorno del santo patrono del villaggio. Il rituale è una mescolanza unica di credenze della Chiesa ortodossa orientale e più antiche tradizioni pagane dei Monti Strandža.

## Il rito
Tradizionalmente, il diritto di eseguire il rituale era ereditario e il capo "nestinar" poteva essere succeduto solamente da suo figlio o sua figlia e solamente quando egli stesso (ma può appunto anche essere una donna) diveniva troppo vecchio o malato per continuare ad eseguirlo. La casa del capo "nestinar" inoltre era sacra e ospitava la stolnina (столнина), una piccola cappella dove erano sistemate le icone di vari santi, così come il tamburo usato specificamente per il rituale e ritenuto capace di curare colui che lo suonava.
Il giorno del rituale gli abitanti del villaggio si recano alla "stolnina", guidati dal capo "nestinar" e dal prete, che qui incenserà le icone e gli altri "nestinari", trasferendo loro simbolicamente il potere spirituale e l'ispirazione. La gente procede dunque verso una fonte sacra, dove verrà mangiato un montone offerto al santo.
Dopo il tramonto, la folla costruisce un grande fuoco e danza l'"horo" (una tradizionale danza circolare bulgara) fino a che il fuoco si spegne, lasciando solamente le braci. Viene allora eseguita la danza a piedi nudi sulle braci ardenti dei "nestinari", che costituisce il culmine della notte, accompagnata dal battito del tamburo sacro e dal suono della "gaida" (una sorta di cornamusa balcanica). La credenza vuole che alcuni dei danzatori raggiungano uno stato di trance religiosa durante il ballo, che permetterebbe loro di non bruciarsi i piedi e di non provare dolore.
Nel corso del XX e del XXI secolo questo rituale è stato largamente reso più commerciale ed è ora eseguito per i turisti stranieri in tutte le località turistiche bulgare sul Mar Nero, da persone che hanno poco a che fare con la tradizione originale e che, pur eseguendolo ancora a piedi nudi, utilizzano un lubrificante per evitare di scottarsi.
Il rituale è sopravvissuto anche (con il nome di αναστενάρια, anastenária) tra la popolazione di alcuni villaggi della Grecia settentrionale, che vivevano un tempo assieme ai bulgari nelle aree interne dei Monti Strandža, ma si sono poi trasferiti in Grecia in seguito alle Guerre Balcaniche.